# Pterisanthes heterantha
Pterisanthes heterantha är en vinväxtart som först beskrevs av William Griffith och fick sitt nu gällande namn av Marmaduke Alexander Lawson. 
Pterisanthes heterantha ingår i släktet Pterisanthes och familjen vinväxter. Inga underarter finns listade i Catalogue of Life.